# 栗山 (松戸市)
栗山（くりやま）は、松戸市の町名。郵便番号は271-0097。

## 地理
松戸市南西端に位置する。北側半分は下矢切、南側の半分は市川市国府台と2地域が周りを囲い込むように接している。

## 世帯数と人口
2020年（令和2年）8月31日の世帯数と人口は以下の通りである。
| 大字 | 世帯数    | 人口    |
| ---- | --------- | ------- |
| 栗山 | 1,151世帯 | 2,123人 |

## 小・中学校の学区
市立小・中学校に通う場合、学区は以下の通りとなる。
| 大字 | 番地 | 小学校             | 中学校             |
| ---- | ---- | ------------------ | ------------------ |
| 栗山 | 全域 | 松戸市立矢切小学校 | 松戸市立第二中学校 |

## 交通

### 鉄道
域内を北総鉄道が通っているが駅は隣の下矢切にある。最寄り駅は北総鉄道矢切駅。

### バス
- 京成バス[5]
  - 松11:松戸営業所・松戸駅 -（略）- 栗山坂下（松戸方面のみ） - 栗山 -（略）- 市川駅

### 道路

#### 主要地方道
- 千葉県道1号市川松戸線（松戸街道）

## 施設
- 千葉県企業局ちば野菊の里浄水場
- 千葉県企業局栗山浄水場
- 栗山配水塔
- 日枝神社
- 本久寺
- 栗山古墳